# ジャン・バスチエ・ド・ラ・ペリューズ
ジャン・バスチエ・ド・ラ・ペリューズ（Jean Bastier de La Péruse, 1529年 - 1554年）は、フランスの詩人、劇作家。本名はジャン・バスチエだが、むしろしばしばジャン・ド・ラ・ペリューズと表記される。
アングーモワ地方のラ・ペリューズで生まれた（本記事では、以下「ラ・ペリューズ」は詩人本人を指す）。パリのコレージュ・ド・ボンクールで学び、1553年には、エチエンヌ・ジョデルの演劇『囚われのクレオパトラ』の上演に際し、役者として主役級の役どころを演じた。その後プレイヤード派（この時点では前身の「ブリガード」）に参加した。代表作『メデイア Médée』の執筆はこの頃のことである。
1553年末または1554年初頭に法学を学ぶためにポワチエに赴いたが、その地でのペスト流行に巻き込まれた。ポワチエから離れた時には既に感染しており、『健康であるための祈り Oraison pour avoir santé』の執筆なども空しく20代半ばで世を去った。
1556年にラ・ペリューズと親交のあった出版業者ギヨーム・ブーシェの編纂で『メデイア』が初めて公刊された。1573年にはそれ以外の作品も含む『作品集 Les Œuvres 』がパリで出版された。